# OFK Kikinda 1909
OFK Kikinda 1909 (Kikinda 1909, OFK Kikinda, FK Kikinda, Kikinda; srpski: Омладински Фудбалски клуб Кикинда 1909)  je nogometni klub iz Kikinde, Sjevernobanatski okrug, Vojvodina, Republika Srbija. 
 
U sezoni 2017./18. klub se natječe u Vojvođanskoj ligi – Istok, ligi četvrtog stupnja nogometnog prvenstva Srbije.

## O klubu
Klub je osnovan 1909. godine pod nazivom NAK (NAC, Nagykikindai AC). Do raspada Austro-Ugarske se natjecao u mađarskim natjecanjima. Završetkom Prvog svjetskog rata i stvaranjem Kraljevine SHS, klub 1918. postaje KAK (KAC). 1919. dobiva ime AK Srbija (Srbija), koje nosi do 1932. godine kada postaje SK Sloga (Sloga). Između svjetskih ratova klub sudjeluje uglavnom u natjecanjima na području Banata. Završetkom Drugog svjetskog rata, 1945. godine klub se obnavlja kao 6. Oktobar (6. oktobar, Šesti oktobar), kada često sudjeluje i u Srpskoj ligi. Početkom 1970-ih mijenja ime u OFK Kikinda, te povremeno u FK Kikinda. 
 Do 1970-ih klub igra u ligama na području Banata i Vojvodine, a nakon što u sezoni 1975./76. osvaja Vojvođansku ligu, postaje redoviti sudionik Druge savezne lige. 
 
Raspadom SFRJ, klub u sezoni 1992./93. prvi put igra najviši stupanj lige – Prvu ligu SR Jugoslavije. U sezonama 1993./94. i 1996./97. klub je član Prve B lige SRJ. 
 Poslije klub igra u nižim ligama, uglavnom u Srpskoj ligi "Vojvodina". Krajem 2014. godine klub se reformira pod nazivom OFK Kikinda 1909. 
 
Najveći rival je gradski suparnik "ŽAK". 

## Uspjesi

### SFRJ / FNRJ
Prvenstvo Vojvodine
- prvak: 1946./47. (Četvrta grupa)

Vojvođanska liga
- prvak: 1975./76., 1980./81.

Kup maršala Tita
- poluzavršnica: 1979./80.

### Srbija
Vojvođanska liga – Istok"
- prvak: 2007./08.

## Poveznice
- OFK Kikinda 1909, facebook stranica
- ofkkikinda.net, wayback arhiva
- srbijasport.net, OFK Kikinda, profil kluba
- srbijasport.net, OFK Kikinda, rezultati po sezonama
- magyarfutball.hu, Nagykikinda, Nagykikindai AC
- weltfussballarchiv.com, OFK Kikinda, profil kluba  Arhivirana inačica izvorne stranice od 7. svibnja 2018. (Wayback Machine)
- soccerway.com, FK Kikinda, profil kluba
- korner91.com, Kikinda, rezultati  Arhivirana inačica izvorne stranice od 7. svibnja 2018. (Wayback Machine)
- exyufudbal.in.rs, Tabele  Arhivirana inačica izvorne stranice od 8. svibnja 2018. (Wayback Machine)
- fsgzrenjanin.com, Stare lige